# Kuopion PS
A Kuopion PS, a sajtóban gyakran KuPS vagy KuPS Kuopio, teljes nevén Kuopion Palloseura egy finn labdarúgócsapat. A klubot 1923-ban alapították, jelenleg az első osztályban szerepel.
A bajnokság összesített táblázatán a negyedik helyet foglalja el.

## Jelenlegi keret
2022. március 7-i állapotnak megfelelően.
| #  |     | Poszt | Név                 |
| -- | --- | ----- | ------------------- |
| 1  | FIN | K     | Otso Virtanen       |
| 2  | BRA | V     | Paulo Ricardo       |
| 3  | FIN | V     | Diogo Tomas         |
| 4  | FIN | V     | Felipe Aspegren     |
| 6  | FIN | V     | Saku Savolainen     |
| 7  | FIN | KP    | Joona Veteli        |
| 8  | FIN | KP    | Sebastian Dahlström |
| 9  | FIN | CS    | Tim Väyrynen        |
| 10 | LVA | KP    | Jānis Ikaunieks     |
| 12 | FIN | K     | Hemmo Riihimäki     |
| 14 | FIN | KP    | Anton Popovitch     |
| 15 | NGA | V     | Henry Uzochukwu     |
| 16 | FIN | V     | Samuli Miettinen    |
| 17 | FIN | KP    | Iiro Järvinen       |

| #  |     | Poszt | Név                                                     |
| -- | --- | ----- | ------------------------------------------------------- |
| 19 | BRA | KP    | Gabriel Bispo                                           |
| 20 | GER | KP    | Fabio Schneider (kölcsönben az Union Berlin csapatától) |
| 21 | AUT | K     | Johannes Kreidl                                         |
| 22 | FIN | V     | Henri Toivomäki                                         |
| 23 | VEN | V     | Daniel Carrillo                                         |
| 25 | GHA | V     | Clinton Antwi                                           |
| 26 | FIN | KP    | Axel Vidjeskog                                          |
| 29 | FIN | CS    | Santeri Haarala                                         |
| 33 | FIN | V     | Taneli Hämäläinen                                       |
| 34 | FIN | KP    | Otto Ruoppi                                             |
| 36 | FIN | V     | Elias Salminen                                          |
| 38 | FIN | V     | Tony Miettinen                                          |

## Ismertebb játékosok
- Mitring István
- Marcus Gayle
- Mart Poom
- Aulis Rytkönen
- Dean Edwards
- Valerij Brosin

## Sikerek
- Finn első osztály: (Veikkausliiga)
  - Bajnok (7-szor): 1956, 1958, 1966, 1974, 1976, 2019, 2024

- Finn másodosztály: (Ykkönen)
  - Bajnok (3-szor): 2000, 2004, 2007

- Finn harmadosztály: (Kakkonen)
  - Bajnok (1-szer): 1998

- Finn kupa:
  - Győztes (5-szor): 1968, 1989, 2021, 2022, 2024

- Finn ligakupa:
  - Győztes (1-szer): 2016

## Külső hivatkozások
- Hivatalos weboldal
- Banzai - szurkolói oldal